# Ajdahak
Il monte Ajdahak (in armeno Աժդահակ) è un vulcano ed è la terza montagna più alta dell'Armenia, situata nella provincia di Gegharkunik. È la vetta più alta della catena montuosa di Geghama.

## Galleria d'immagini

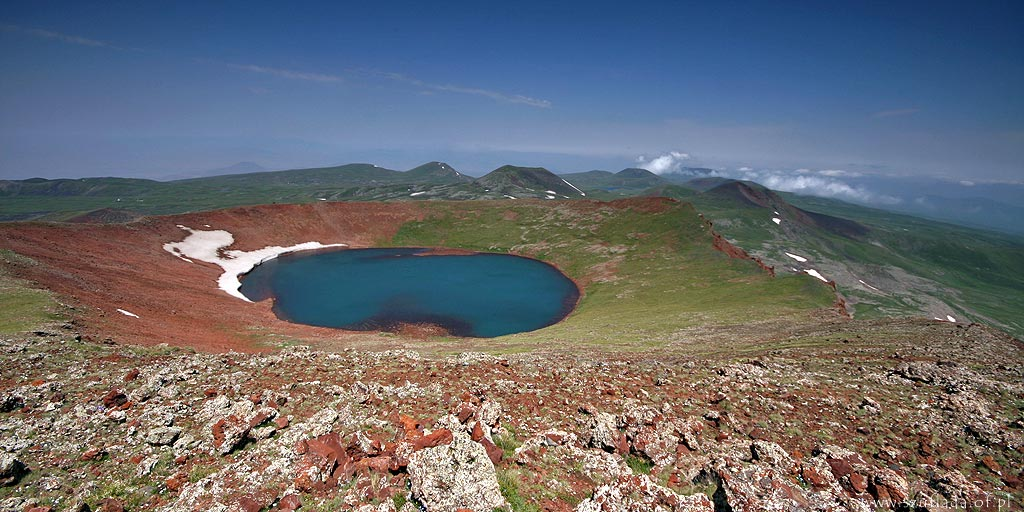
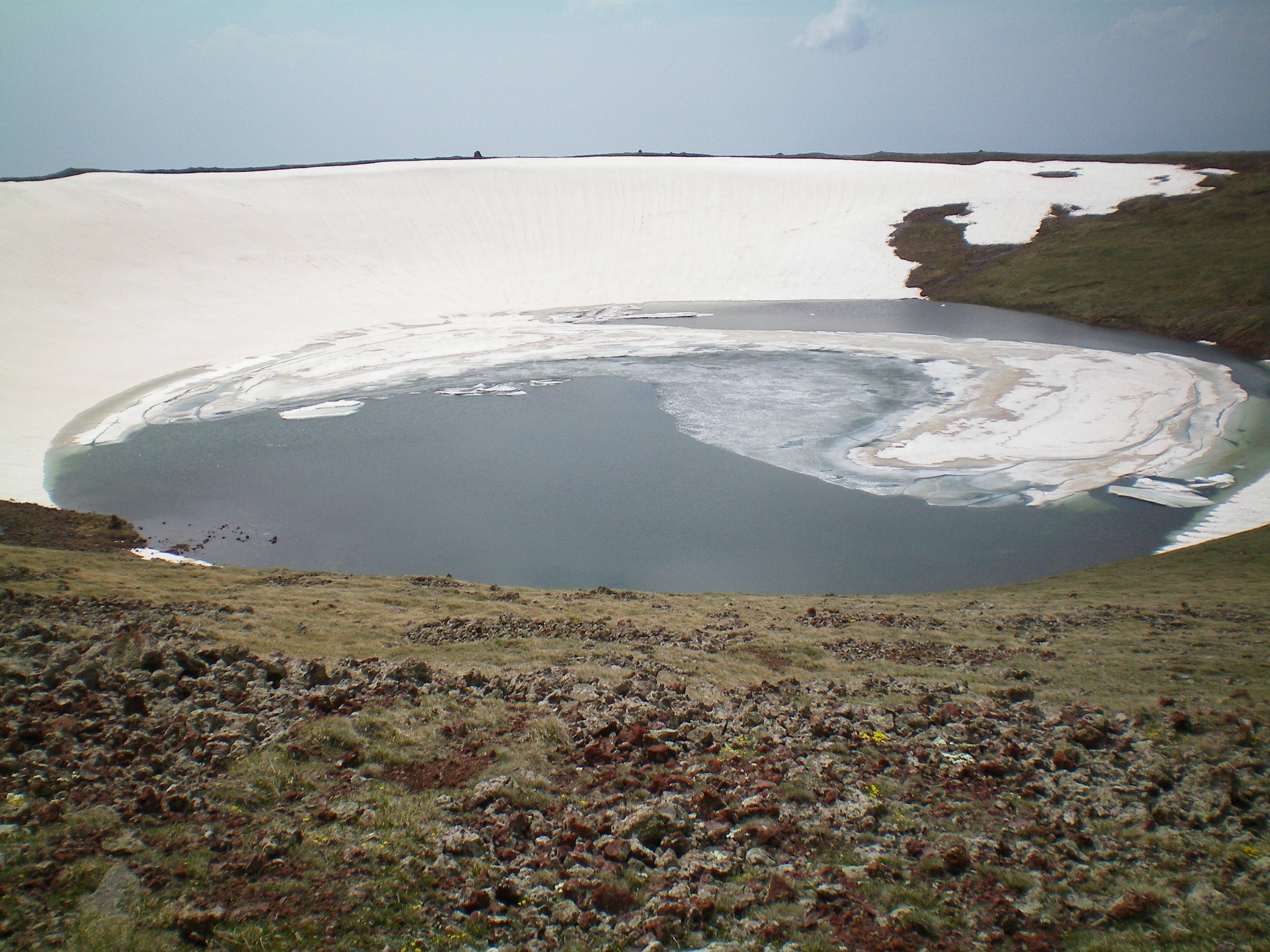
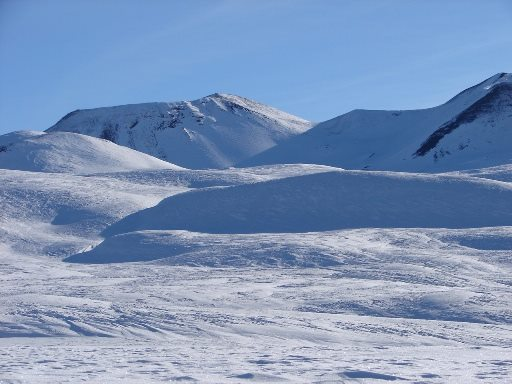
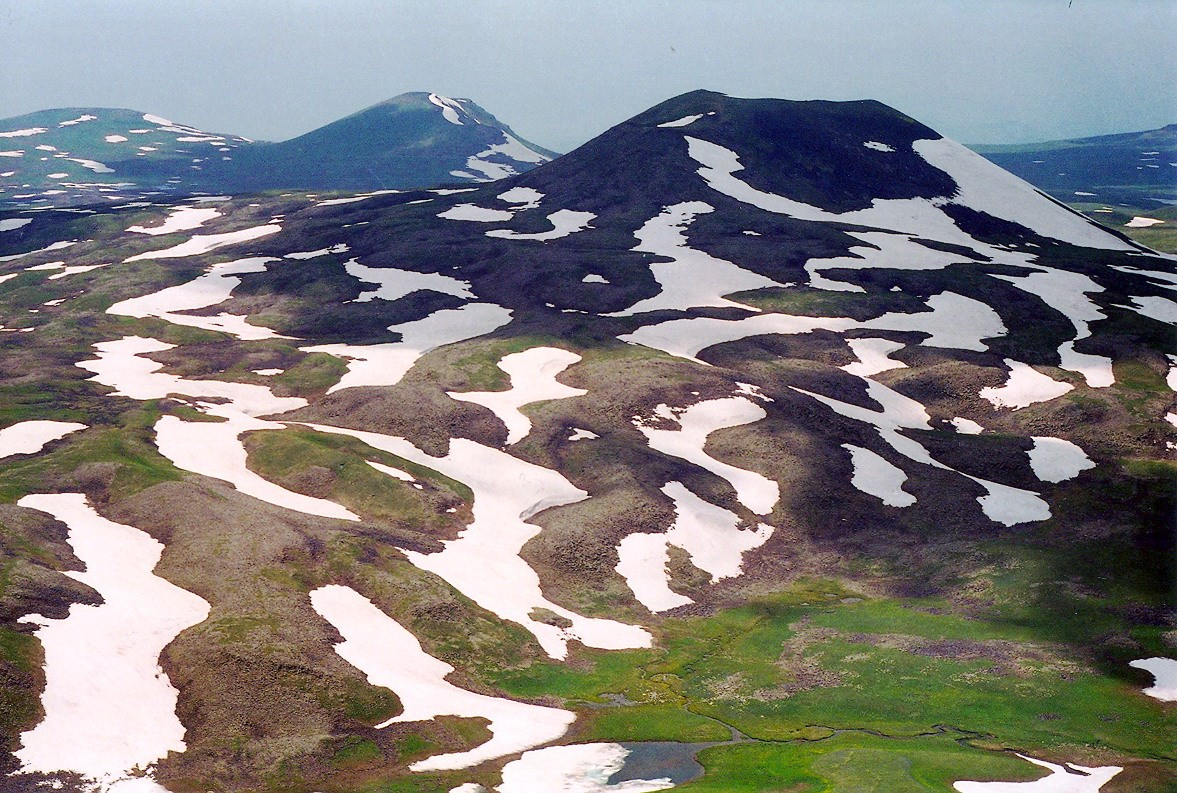
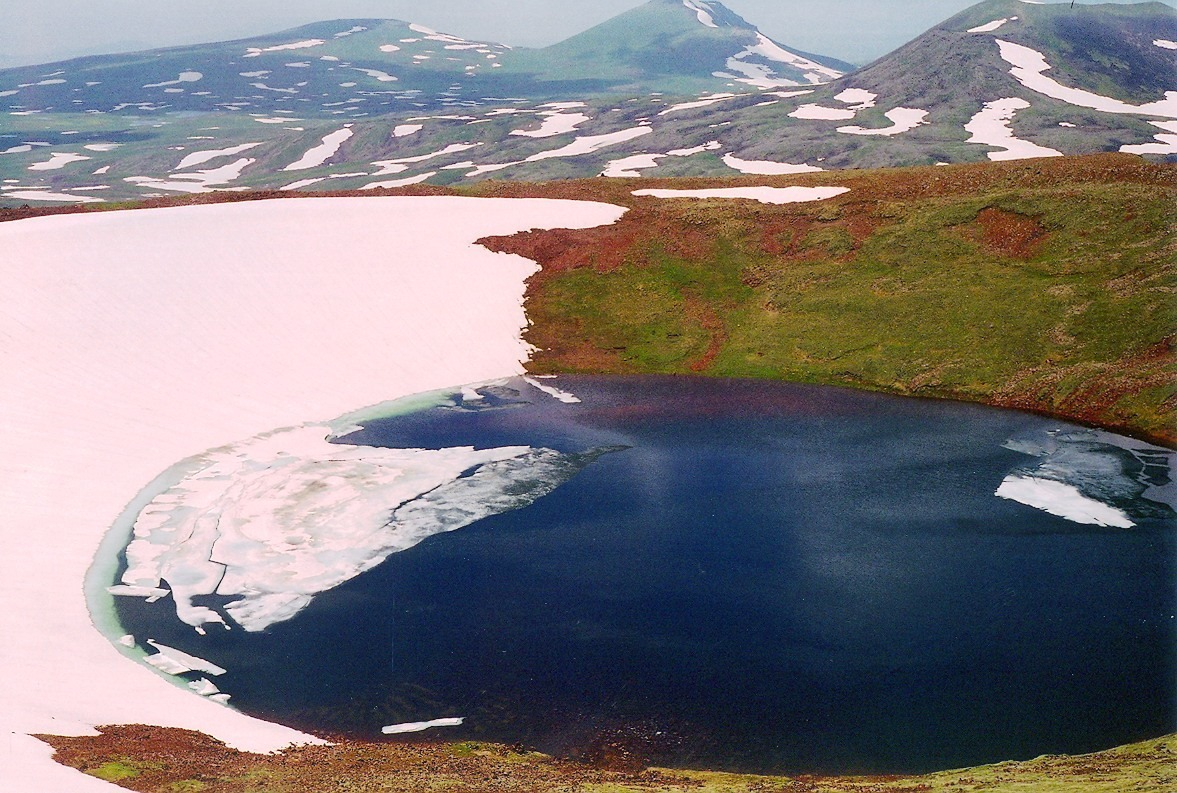
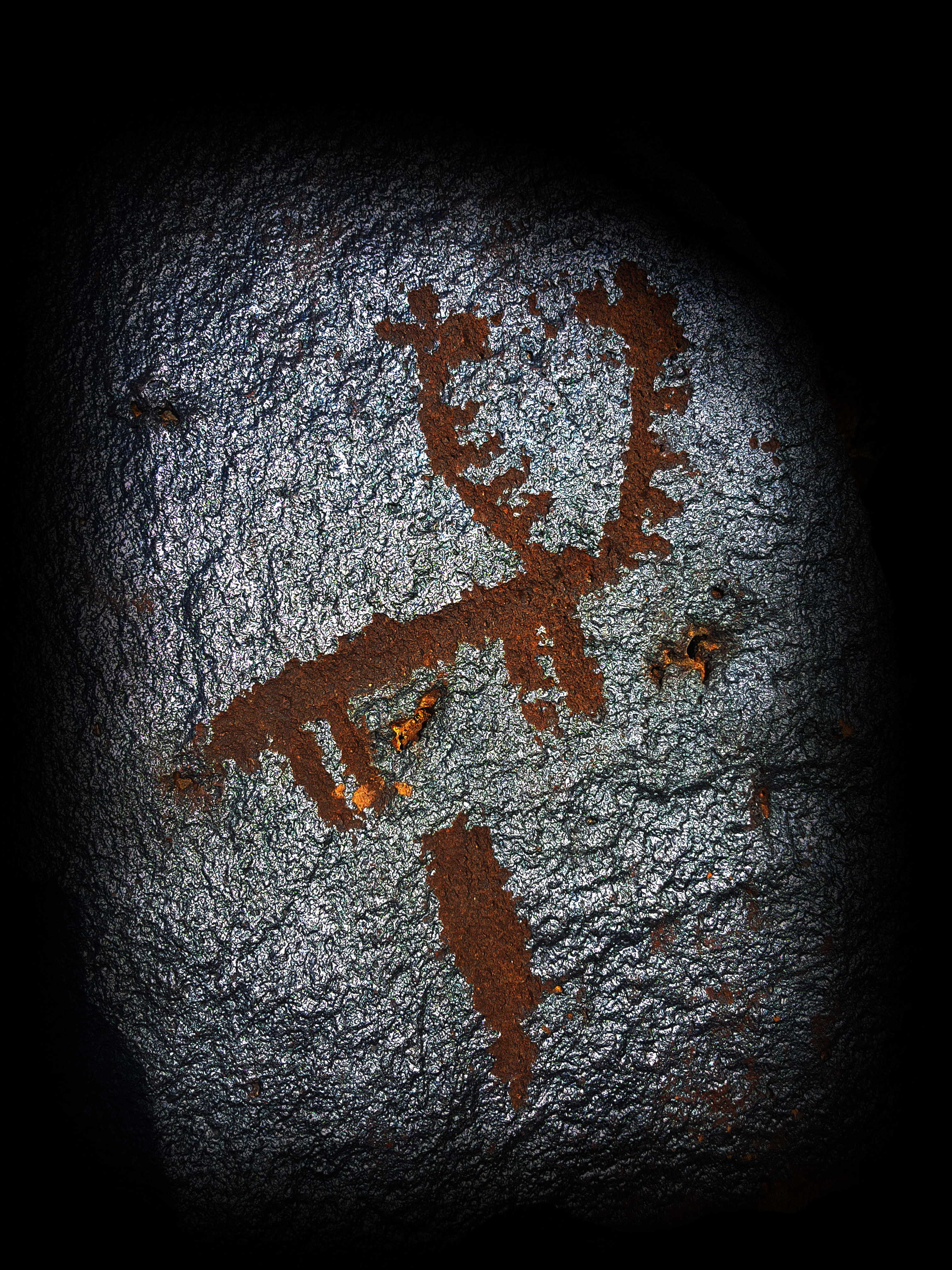